# Trang Hạ (nhà văn)
Trang Hạ (tên khai sinh là Nguyễn Thị Hoa), sinh ngày 30 tháng 11 năm 1975) là một nhà văn, dịch giả người Việt Nam.

## Tiểu sử
Trang Hạ, tên thật là Nguyễn Thị Hoa, sinh ngày 30 tháng 11 năm 1975 tại Hà Nội - Việt Nam. Cô từng là bút trưởng thế hệ đầu của Hội bút Hương đầu mùa của báo Hoa học trò vào những năm đầu của thập niên 1990. Từ lúc đi học, cô đã bộc lộ rõ là một cô gái có tài viết văn tốt cùng với góc nhìn nhận, đánh giá quan điểm tinh tế và nhạy bén.
Trang Hạ là một cây bút nữ viết truyện ngắn và dịch truyện nổi đình đám ở Hà Nội. Với phông văn hoá tiếng Trung dày dặn, sự am hiểu sâu sắc nền văn hóa Trung hoa và được tiếp cận với đất nước Trung quốc trong một thời gian dài nên những tác phẩm của Trang Hạ mấy năm gần đây thường tạo nên "kỉ lục" về hiện tượng xuất bản.
Các tác phẩm của Trang Hạ đã từng được đăng tải trên rất nhiều trang báo lớn như: Văn Nghệ Quân đội, Văn Nghệ Trẻ, tạp chí Sông Thương, tạp chí Tác phẩm Mới (Hội nhà văn), báo Thanh Niên, báo Tuổi Trẻ Cuối Tuần, báo Người Lao Động, báo Lao Động, báo Phụ Nữ Thủ Đô, báo Nông thôn Ngày Nay, báo Giáo dục & Thời Đại, báo Tiền Phong, báo Hoa Học Trò, báo Áo Trắng, báo Sài Gòn Tiếp Thị Nguyệt San, báo Người Đẹp, tạp chí Đẹp, báo Sinh Viên, báo Thế giới Mới, báo Thế giới Phụ Nữ...
Năm 1996, Trang Hạ tốt nghiệp khoa Tiếng Trung, Đại học Sư phạm Ngoại ngữ Hà Nội và sau đó cô đã theo học thêm hai bằng Thạc sĩ Tiếp thị truyền thông và Thạc sĩ Quản lý Truyền thông tại Đài Loan. Cô từng là phóng viên thường trú của báo Tiền Phong tại Đài Bắc.
Năm 2002, cô bắt đầu tiếp cận với blog và sau đó 1 năm khi cô có cơ hội sang Đài Loan học tập và làm việc thì cô bắt đầu viết blog hằng ngày. Tại đây, cô được tiếp xúc với nguồn văn học mạng vô tận, với niềm yêu thích, khám phá và tìm tòi cô bắt đầu dịch truyện ngắn trên mạng và trở thành nhà văn, blogger nổi tiếng. Từ năm 2008 cô được nhận Thẻ phóng viên quốc tế hoạt động tại Đài Loan do Cục Tin Tức thuộc Viện Hành Chính Đài Loan cấp.
Công việc chính của Trang Hạ thường là viết văn, làm báo, phụ trách chuyên mục trên các tạp chí, viết kịch bản và quảng cáo.
Các tác phẩm của cô luôn đề cao giá trị nhân cách của người phụ nữa và đề cập đến những số phận phụ nữ bất hạnh nên luôn được độc giả hết sức đón nhận. Dẫu vậy, cô vẫn nhận được một vài ý kiến trái chiều cho rằng các tác phẩm của cô không mang tính chất nghệ thuật mà chỉ là một thứ văn học thị trường, mang tính giải trí.
Trước luồng dư luận như vậy, cô vẫn thẳng thắn đón nhận mọi ý kiến đóng góp và đứng lên bảo vệ lập trường của bản thân. Cô cho rằng mình đang hoạt động văn học một cách nghiêm túc, cố gắng đem lại những giá trị nhất định cho xã hội và chị hoàn toàn tự hào vì điều đó. Trang Hạ có nhiều năm làm báo, giữ chuyên mục tạp chí, tác giả sách, hoạt động xã hội vì quyền con người
Từ 2014, Trang Hạ là Giám đốc Thương Hiệu Công ty Kỹ thuật nền móng và Công trình ngầm FECON, là giảng viên các khóa đào tạo tiếp thị sáng tạo, tiếp thị nội dung, xử lý khủng hoảng, truyền thông doanh nghiệp tại Elite PR School, Học viện Nội Dung Orion Media, giảng viên các khoá đào tạo nội bộ tại doanh nghiệp, các khoá dành cho Các giám đốc chi nhánh Vietcombank năm 2016-2018, các khóa đào tạo Content Marketing, Branding, Brand Storytelling của Meta (Facebook) và WISE - Sáng kiến Hỗ trợ Phụ nữ Khởi nghiệp và Kinh doanh tại Hà Nội và TPHCM 2020-2022.
Từ 2019, Trang Hạ là chuyên viên Thẩm định các dự án nước ngoài xin tài trợ từ Bộ Văn Hoá Đài Loan, Cục xuất bản Đài Loan.

## Giải thưởng
Bên cạnh sự thành công với công việc viết blog và dịch truyện ngắn Trung Quốc, cô cũng đã giành được một số giải thưởng lớn trong sự nghiệp viết lách của mình:
- Hương Đầu Mùa năm 1993 của báo Hoa Học Trò
- Văn học tuổi Hai Mươi năm 1995 của báo Tuổi Trẻ và Nhà xuất bản Trẻ với tập truyện ngắn "Tình khúc"
- Tác phẩm tuổi xanh năm 1998 của báo Tiền Phong tổ chức
- Cuộc vận động sáng tác văn học cho thanh niên năm 2004 của Hội nhà văn và Nhà xuất bản Thanh Niên
- Tặng thưởng Văn học cho tuổi trẻ năm 2004 với tập truyện "Những đống lửa trên vịnh Tây Tử"
- Một trong 10 tác giả có Sách được bạn đọc yêu thích và bình chọn năm 2012 của Fahasa.
- Một trong 10 nhà văn được yêu thích năm 2015 của Tiki Award.
- Đại sứ chiến dịch bình đẳng giới "He For She" của UN Woman tại Việt Nam 2015
- Được bầu chọn trong danh sách "50 Phụ nữ ảnh hưởng xã hội tại Việt Nam 2017" (Vietnam's Most Influential Women) của tạp chí Forbes Việt Nam
- Là vận động viên đầu tiên người Việt Nam hoàn thành giải Boston Marathon năm 2018

## Tác phẩm
Với sự lãng mạn, tình cảm chứa đầy ẩn ý, thâm tình đặc trưng của lối viết văn Trung Quốc, cùng với vốn từ ngữ phong phú và từ vựng vững chắc, Trang Hạ đã hết sức thành công trong việc chuyển tải ý nghĩa câu chuyện Trung Quốc. Các tác phẩm của cô được độc giả hết sức đón nhận, đặc biệt là phụ nữ trẻ.
Các tác phẩm đã xuất bản:
- "Xin lỗi, em chỉ là.."[5] - Nhà hát Hòa Bình TPHCM năm 2010
- Tập truyện ngắn "Tình khúc" [6]– Nhà xuất bản Trẻ 1995, tái bản năm 2014
- Tập truyện ngắn "Những đống lửa bên vịnh Tây Tử" – Nhà xuất bản Hội Nhà văn năm 2007
- Tiểu thuyết "Chuyện kể dưới ngọn đèn đường" – Nhà xuất bản Phụ Nữ năm 2010
- Tập tản văn "Đàn bà ba mươi" – Nhà xuất bản Văn Học năm 2010, tái bản nhiều lần.
- Tập tản văn "Đàn ông không đọc Trang Hạ" – Nhà xuất bản Văn Học năm 2012, tái bản năm 2013
- Tập tản văn "Rãnh ngực và tiệc đêm" – Nhà xuất bản Thời Đại năm 2012
- Ebook tập truyện ngắn "Người đàn ông quỳ cuối giường" năm 2011, truyện dài "Làng trong phố" năm 2011.

Các tác phẩm đã dịch:
- Tập tản văn "Tình nhân không bao giờ đòi cưới" - Nhà xuất bản Phụ Nữ năm 2014, tái bản nhiều lần.
- Tập tản văn "Đàn bà 30" - Nhà xuất bản Phụ Nữ năm 2015
- "Nàng Hằng Nga" (2 tập) – Nhà xuất bản Trẻ năm 2000
- "Xin lỗi, em chỉ là con đĩ" – Nhà xuất bản Hội Nhà Văn năm 2007, tái bản nhiều lần.
- "Mẹ điên" – Nhà xuất bản Phụ Nữ năm 2008, tái bản nhiều lần.
- "Lỡ tay chạm ngực con gái" – Nhà xuất bản Phụ Nữ năm 2009, tái bản năm 2012
- "Sợi dây tình yêu" – Nhà xuất bản Thời Đại năm 2012
- Ebook "Nghèo đói là trường đại học lớn nhất" năm 2014, bản chữ nổi Braille năm 2014.

## Đời tư
Trang Hạ đã kết hôn và có ba con.